# Hylocomium mertensii
Hylocomium mertensii là một loài Rêu trong họ Hylocomiaceae. Loài này được (Weinm.) A. Jaeger mô tả khoa học đầu tiên năm 1880.